# Rivne
|  | Per a altres significats, vegeu «Rivne (desambiguació)». |

Rivne (en ucraïnès: Рівне, en rus: Ровно, Rovno, en polonès: Równe) és una ciutat del nord-oest d'Ucraïna i la capital administrativa de l'Óblast de Rivne. La seva població s'elevava a 243.873 habitants el 2022.

## Geografia
Rivne és regada pel riu Ústia i es troba a 259 km — 298 km per carretera — a l'oest de Kíiv.

## Història
Al segle XIV la ciutat va formar part del Gran Ducat de Lituània i després de la República de les Dues Nacions a partir de 1569, abans d'integrar-se a l'Imperi Rus el 1793.
Durant la Primera Guerra Mundial, Rivne es va trobar de manera successiva sota control alemany, bolxevic el 1919 i després polonès el 1920. Al final del conflicte, d'acord amb les clàusules de la Pau de Riga del 1921, la ciutat va retornar a Polònia durant el període d'entreguerres. En vigílies de la Segona Guerra Mundial la meitat de la població era jueva, però també ucraïnesa, polonesa o russa.
De resultes de la signatura del Pacte Mólotov-Ribbentrop del 23 d'agost del 1939, la ciutat va ser ocupada per l'Exèrcit Roig i després annexada per la Unió Soviètica. El 4 de desembre del 1939, Rivne es va convertir en la capital administrativa de l'Óblast de Rivne, una subdivisió de l'RSS d'Ucraïna. Durant la Segona Guerra Mundial, Rivne va ser ocupada per l'Alemanya Nazi el 28 de juny de 1941. En l'espai de dos dies, entre el 6 i el 8 de novembre del 1941, 23.000 jueus de totes les edats i totes les condicions van ser afusellats al bosc de Sossenki, prop de la ciutat. Els 5.000 supervivents van ser massacrats el 13 de juliol del 1942.
La ciutat és un hub, antic nus ferroviari important.

## Població
Padrons (*) o estimacions de població
| 1897*  | 1904   | 1920   | 1926*  | 1939*  | 1943   | 1959*  | 1970*  |
| ------ | ------ | ------ | ------ | ------ | ------ | ------ | ------ |
| 24900  | 30300  | 23700  | 30500  | 43000  | 17531  | 59598  | 115541 |
| 1979   | 1989*  | 2001*  | 2007   | 2008   | 2009   | 2010   | 2011   |
| 178956 | 227925 | 248813 | 248229 | 248442 | 248998 | 249852 | 249840 |

## Urbanisme
Els llocs més interessants de Rivne són al centre de la ciutat, que ofereix dos carrers principals : vul. Soborna i vul. Kiivska. A la Plaça de la Independència es troba Kinopalats, el cinema de Rivne. És un edifici antic però renovat fa alguns anys. En aquest lloc es troben molts joves, per la qual cosa és l'indret més animat de la ciutat.

## Personalitats
- Anna Walentynowicz (1929-2010), sindicalista polonesa.
- Serhí Lisxuk, jugador del València Basket Club

## Ciutats agermanades
- Zvolen, Eslovàquia